# Paolo Porpora
Paolo Porpora (Napoli, 1617 – Roma, 1673) è stato un pittore italiano, specializzato nella natura morta ed attivo principalmente a Napoli nel periodo del tardo barocco.

## Biografia

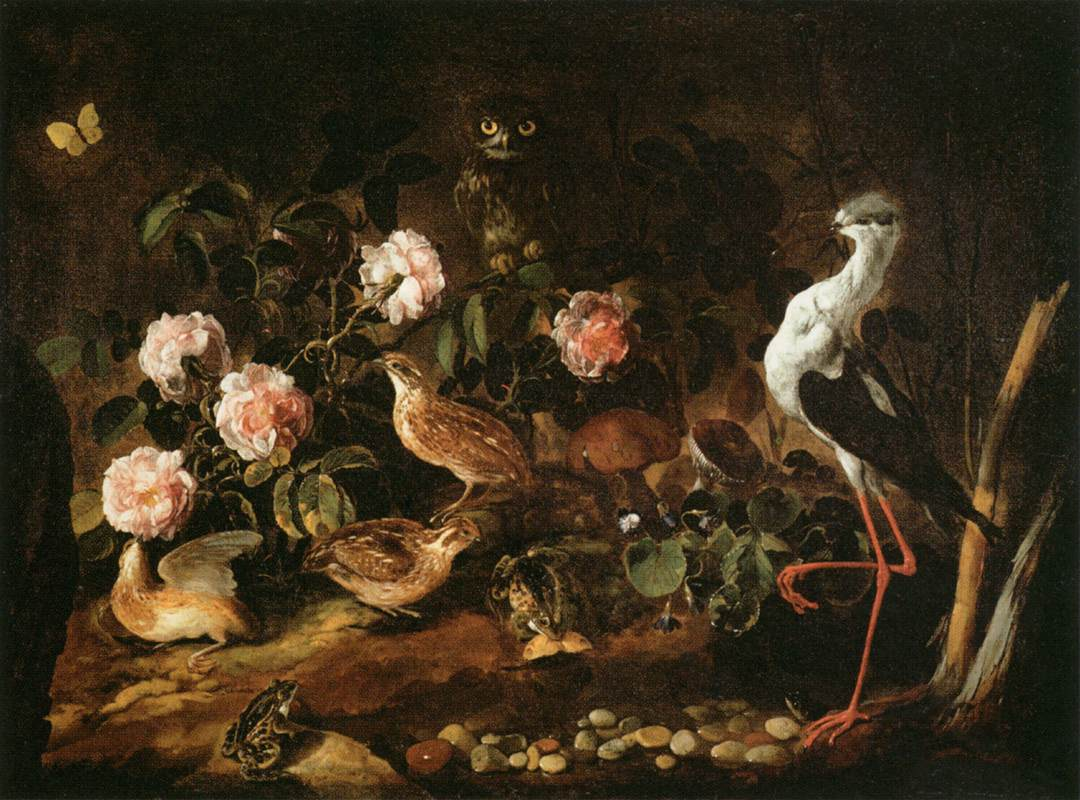
Natura morta, Museo del Louvre, Parigi

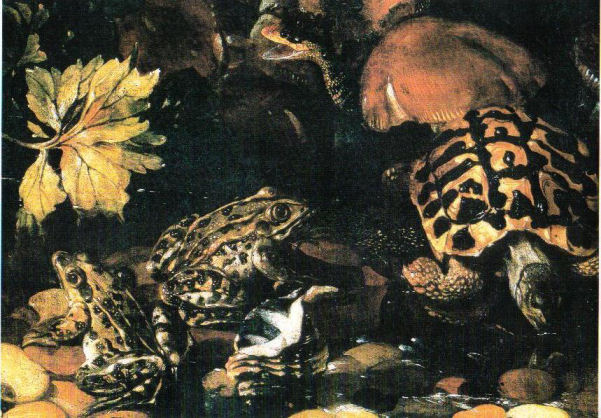
Rettili, olio su tela, Museo di Capodimonte, Napoli

Sebbene si sappia poco su questo artista è documentato come allievo di Giacomo Recco, infatti un contratto di discepolato lo vede quindicenne per tre anni allievo del Recco dal quale probabilmente derivò la perizia nelle rappresentazioni floreali. Come molti altri pittori contemporanei quindi dipinse nature morte, prediligendo soggetti che avevano a che fare con la vita di tutti i giorni e con cibi come cacciagione e pesci.
Del pittore i documenti di archivio hanno fornito i dati biografici più significativi, ma un solo quadro porta la sua firma, per cui la ricostruzione del suo percorso artistico resta in gran parte ipotetica o sconosciuta. L'artista appartiene alla generazione dei grandi compositori di nature morte, ed in questo genere egli sicuramente primeggiò sin dall'inizio della sua carriera come ci conferma una descrizione del De Dominici : «Porpora dipingeva con miglior maniera e più bel componimento di quel che aveva dipinto Luca Forte, pittore». Lo stesso biografo ci fornisce inoltre l'elenco degli oggetti privilegiati dal pittore nelle sue rappresentazioni: «pesci, ostriche, lumache, buccine ed altre conche marine, ed ancora lucertole, piccioni e cose da cucina».
Nel 1654, Paolo Porpora lasciò Napoli per recarsi a Roma dove frequentò l'Accademia di San Luca dal 1655 al 1670 entrando poi a far parte della Congregazione dei Virtuosi al Pantheon nel 1666. Qui decise di sposarsi con Anna d'Amico, sorella di Giovanna che sposerà il pittore Niccolò Codazzi. Iniziò a frequentare in modo più assiduo l'Accademia di San Luca, che alla sua morte nel 1673 si incaricò di pagargli le messe di suffragio per la sua anima. All'accademia venne a contatto con pittori provenienti dal nord Europa come Otto Marseus van Schrieck e Matthias Withoos, dai quali acquisì interesse a riprodurre ambienti naturali come i boschi e sottoboschi. Per Paolo Porpora il sottobosco divenne al pari dei fiamminghi, un mondo attraente e misterioso, dove la vita lotta contro la morte e del quale il Porpora si dimostrò profondo conoscitore ed esperto.
L'artista in breve tempo divenne esperto delle più inconsuete specialità zoologiche ed entomologiche e questo nuovo genere si trova in opere come i sottobosco, presenti nella collezione del Museo Pignatelli di Napoli e quelli esposti al National Museum of Wales di Cardiff, mentre per quanto riguarda le nature morte eccellono quelle esposte nel Museo di Capodimonte e quella presente nella collezione Chigi a Roma ma anche altre presenti in vari musei a Stoccolma e Valencia. Di recente al Porpora è stato attribuito un gruppo di quadri di ambientazione marina. Questa produzione viene ricordata anche dalle fonti del suo maestro Giacomo Recco quale esecutore di dipinti con pesci e conchiglie.
Dubbio è il luogo della sua morte che potrebbe essere avvenuta tra Roma o a Napoli negli anni 1670. Tra i suoi allievi più importanti troviamo sicuramente Giovan Battista Ruoppolo, Giuseppe Recco, figlio del suo maestro, e il napoletano Onofrio Loth.

## Stile
Nei suoi quadri il Porpora mostra un interesse di origine quasi naturalistico nella resa luminosa degli elementi, dimostrando una grande fantasia e delicatezza compositiva, che gli studiosi attribuiscono ad una ispirazione probabilmente caravaggesca. Gli effetti cromatici sono molto corposi e tipici della pittura partenopea di quel secolo. Gli effetti del tutto unici nella resa pittorica dei suoi quadri sono ottenuti dall'artista tramite la rappresentazione di una contrastante e vivacissima luce che va a cozzare con i tipici e melanconici chiaroscuri che caratterizzano molti tra i pittori naturalisti del nord europa. Nelle sue tele i fiori vanno ad occupare quasi tutto lo spazio disponibile, anticipando in una festa floreale lo stile barocco che sarà tipico del secolo successivo. Per quanto riguarda la sua esperienza nella maturità realista romana, Egli si esprimerà come già detto nella rappresentazione del sottobosco tipicamente nord europea.
Egli supererà per vitalità di rappresentazione i più affermati esperti nordici. Sino ad allora quello del sottobosco fu un mondo sconosciuto agli artisti italiani, visto che necessitava di essere ritratto con estrema precisione naturalista. Tutto ciò l'artista partenopeo riuscì a personificarlo in alcune sue opere se bene nella maggior parte di esse molti elementi nordici sono omessi o si mostrano appena, poiché lontani dal gusto italiano e napoletano in particolar modo. A riscoprire Paolo Porpora fu il Causa ed è proprio grazie a lui che noi oggi possediamo le poetiche descrizioni delle sue opere: «emozioni sempre più morbose da racconto nero nel mondo della storia naturale ... piacevolissime crudeltà di ranocchie inferocite che ingoiano farfalle prese al volo, serpi viscide che fischiano sotto le frasche, quelle sue fantasie tra notturnali e canicolari di calabroni e coccinelle, quagliotti insidiati dalle volpi e rospi a convegno in foreste di funghi pietrificati».
Opere
Sottobosco con funghi, rane, lucertole e serpenti. Olio su tela 1652-1656 [ Gallerie d’italia Palazzo Zevallos -StiglianoNapoli.]

## Mostre
Tra le mostre più importanti dedicate o in cui figura l'artista troviamo:
- 2015 "The face of Leonardo: Images of a Genius ", Taipei
- 2009/2010 Museo di Capodimonte “Ritorno al Barocco a Napoli. Da Mattia Preti a Luca Giordano. Natura in posa” Napoli.
- 2008 Palazzo della Ragione “Pittura italiana nelle Collezioni del Museo Pushkin” Verona
- 2007 Galerie Canesso “L'œil gourmand. Percorso nella natura morta del XVII secolo a Napoli” Parigi

## Opere
- Sottobosco con rose centifolia, conchiglie, vipera, tartarughe e farfalla, metà del XVII secolo, olio su tela, 73 x 130 cm, Collezione privata